# Christer Basma
Christer Basma (Oslo, 1972. augusztus 1. –) norvég labdarúgóhátvéd.

## Pályafutása
1990–92 között a Bærum, 1993–94-ben a Kongsvinger, 1995–1998 között a Stabæk, 1998–2008 között a Rosenborg, 2010-ben a Ranheim labdarúgója volt.
1995–2005 között 40 alkalommal szerepelt a norvég válogatottban.